# Bourda
El Bourda (en inglés: Bourda Cricket Ground o simplemente Bourda) es un campo de críquet en Georgetown, la capital de Guyana, utilizado por el equipo de críquet de Guyana para los partidos con otros países en el Caribe, así como algunos partidos de prueba que cuentan con la participación de las Indias Occidentales. Localizado en el sector de Bourda, en Georgetown (Guyana), entre la calle Regent y el camino North, es la sede del Georgetown Cricket Club (GCC). El espacio es una reminiscencia de unos antiguos estadios de béisbol con gradas en cantilever. Cuenta con una capacidad de alrededor de 22.000 personas, siendo inaugurado en 1884, ha sido testigo de partidos desde 1930, y es el único estadio del mundo que se encuentra bajo el nivel del mar. El estadio además posee un foso alrededor para proteger el terreno de juego de las inundaciones. 